# Slöjdtåget
Slöjdtåget var en vandringsutställning på räls som turnerade i Sverige under åren 1994 och 1995. Utställningen producerades av den statliga myndigheten Riksutställningar i samarbete med Svenska Hemslöjdsföreningarnas Riksförbund och Statens järnvägar. Den riktade sig till elever i mellan- och högstadiet, men också till allmänheten. Slöjdtåget var en del av Riksutställningars satsning på tågburna utställningar från andra halvan av 1980-talet till 2000.

## Bakgrund
Slöjdtåget startade med ett förslag till en vandringsutställning under arbetsnamnet ”Varför hemslöjd”. Förslaget lämnades från Svenska Hemslöjdsföreningarnas Riksförbund, SHR, till Riksutställningar i juni 1993 efter en idé från hemslöjdskonsulent Knut Östgård, Lerum.
Vandringsutställningen Slöjdtåget var en del av Riksutställningars pågående utvecklingsarbete. Målet var att hitta metoder för att lättare nå ut i landet med nya utställningar. Målsättningen hade funnits sedan 1965 då Riksutställningar bildades som en statlig försöksverksamhet – bland annat med syfte att undersöka hur kultur skulle spridas med hjälp av vandringsutställningar. Från 1970-talet till 2000-talet inleddes en satsning på ”mobila rum”. Fordonen som transporterade utställningarna också skulle vara deras visningslokal, bland annat i form av tåg.”Utställningståget är ett enkelt och miljövänligt sätt att nå ut i landet till platser som inte har utställningslokal”, förklarade en rapport om Slöjdtåget från 1996. Utställningar på rull, där transportredskapet och utställningsrummet var ett och samma, hade egentligen funnits sedan 1972. Då skaffade Riksutställningar en lastbil med en trailer som rymde både utställning och besökare. Första utställningen i trailern var Gamla ting berättar, som var en del av en studiecirkel i dåvarande Skaraborgs län.
1986 startade Riksutställningar, i samarbete med Statens Järnvägar (SJ), en satsning på tågutställningar. Totalt producerades sex utställningar på räls mellan åren 1987 och 2000. 350 stationer besöktes på olika platser i Sverige. Riksutställningars tåg bestod av specialkonstruerade utställningsvagnar, men också en vagn som hade reserverats för undervisning, möten och filmvisning. Det fanns också en personalvagn för guiderna.

Så här beskrev Helene Broms, producent och projektledare på Riksutställningar, satsningen på tåg:
Riksutställningar har sedan 1987 producerat sex utställningar i samarbete med SJ. Utställningstågen har varit en möjlighet för Riksutställningar att nå ut till mindre orter som inte har egna utställningslokaler. Tåget består av fyra utställningsvagnar och har en specialinredd personalvagn med sovhytter, kök och vardagsrum. Tre guider bor och arbetar på tåget en vecka i taget, dessutom finns en specialanställd lokförare alltid med. De senare tågen har vänt sig till barn och ungdomar som är en viktig målgrupp för oss.
En av tågutställningarna var Drömtåget, en upplevelseutställning för unga som väckte starka känslor hos kritikerna. Bland annat anklagades Drömtåget för att sprida hednatro, ockultism och satanism. Utställningen kunde driva barn att begå både självmord och mord, enligt ryktet. En annan utställning på räls var Noas Express, 1997–1998, som bland annat innehöll ”glupska grodor” och andra djur.
De sex olika utställningssatsningarna på tåg var:
- Landskap i nytt ljus, 1987.[12]
- Himla skönt – vad är egentligen vackert?, 1988-1990.[13]
- Drömtåget, 1990-1993.[14]
- Slöjdtåget, 1994-1995.[1]
- Noas Express, 1997-1998.[15]
- Spåra staden, 1998-2000.[1]

### Slöjdtåget
Slöjdtåget var mer eller mindre en räddningsaktion för ämnet slöjd i den svenska skolan, men också ett uppmärksammande av slöjd i största allmänhet. Enligt initiativtagarna till den rullande utställningen – Svenska Hemslöjdsföreningarnas Riksförbund, SHR – var slöjd på utdöende i skolan och behövde få en knuff i rätt riktning.

Så här beskrev en rapport om Slöjdtåget syftet med utställningen, utgiven 1996 av Riksutställningar, SJ och SHR:
/.../Nya idéer behövde utvecklas inom hemslöjdsrörelsen och gamla kunskaper föras vidare. Inför den nya läroplanen 1994 fanns tendenser till att slöjdämnet i skolan skulle minska eller försvinna helt. Ett slöjdtåg med aktiviteter skulle kunna bli ett viktigt inlägg i debatten om vikten av handens arbete. Målet med Slöjdtåget var att det skulle vara en spjutspets för slöjdens självklara roll i samhället. Slöjdtåget skulle skapa slöjdintresse hos nya målgrupper, stimulera redan intresserade och visa nödvändigheten av handens arbete för människans kreativa förmåga. Slöjdtåget skulle också hålla slöjddebatten levande och ge svar på frågan ”Varför slöjd?”./.../
Bakgrunden till Slöjdtåget låg i kulturpolitiska strömningar under 1960- och 1970-talet. Det menade författarna bakom boken Kultur i rörelse – en historia om Riksutställningar och kulturpolitiken. Resultatet blev en motaktion som engagerade Riksutställningar och Statens Järnvägar.
/.../Frågor om konsthantverk och design intresserade många. Slöjden hade däremot en mer undanskymd roll i det politiskt aktiva 1960- och 1970-talet och hade svårt att locka till sig ungdomar. På 1980-talet hade slöjdämnet i skolan låg status. På 1990-talet fanns till och med idéer om att helt ta bort slöjd som obligatoriskt ämne. Hemslöjdsrörelsen opponerade sig och tog kontakt med Riksutställningar för att få hjälp att göra en debattutställning om och för slöjden. Det blev Slöjdtåget.

## Tema
Slöjdtåget skulle öka intresset för slöjd bland barn och unga och även ge en skjuts åt ämnet i den svenska skolan. Syftet var också att propagera för hantverk och arbete med händerna som en viktig del för att stimulera människans kreativa förmåga.

## Produktion
Vandringsutställningen Slöjdtåget bestod av totalt 3 vagnar som hade inretts på ett sätt som behandlade och innehöll exempel på hantverket slöjd. Utställningen skulle användas av Sveriges hemslöjdsföreningar för att propagera för vikten av slöjd, bland annat i den svenska skolan.
Inför turnén kontaktades hemslöjdskonsulenter i olika delar av landet som fick en förfrågan om att hjälpa till med att fylla tågvagnarna med slöjdade föremål, som ansågs typiska för Sveriges olika län. I vagn 1 fanns tågets konferensrum som hade rödmålade golv och en uppsättning föremål som var tillverkade i slöjdteknik. Konferensbordet bestod av en stor glasmonter som innehöll och visade upp exempel på svenska slöjdföremål. Stolarna kring bordet fick representera slöjd från olika landskap. I vagn 2 fick besökaren kliva på i ”Ladan” – ett rum med väggar av ohyvlade brädor, som spred en doft av trä från en och björk. Rummet innehöll exempel på naturmaterial i form av bland annat mossa, säv, rötter, näver, horn, hudar. Från ”Ladan” kom besökarna in i ”Omvärlden”, ett rum som hade röda väggar klädda med textil och en grön sisalmatta på golvet. Syftet var att ge en ombonad känsla av ett rum för gemenskap. Här gavs exempel på olika former av internationell slöjd och hur mönster och tekniker spreds över kontinenterna. I slutet av samma vagn fick besökarna själva prova på hantverket slöjd i ”Drakrummet”. Här fanns övningar i form av pappersklipp, pärlbroderier, halm- och läderarbeten. Mer prova-på-slöjd väntade i tredje och sista vagnen som innehöll en textil- och en träslöjdsverkstad. Här fanns också den så kallade ”Kojan”, ett slags kombinerat arbets- och pausrum. Slöjdaktiviteterna på tåget skedde för hand utan hjälp av elektriska maskiner.
På sin vandring genom tåget fick skoleleverna, målgruppen på dagtid, en guidad visning genom Slöjdtåget innan de fick börja slöjda själva. På plats fanns erfarna slöjdare som kunde visa hur slöjd med olika material gick till. Kvällar och helger var Slöjdtåget öppet för allmänheten, som fick uppleva tåget på samma vis som skoleleverna. Programmet för allmänheten innehöll också föredrag och debatter. Betydelsen av slöjd var ämnet för en film som hade producerats av Riksutställningar och som visades i Slöjdtåget. Temat var ”handens arbete, hjärnans utveckling och vikten av lek”. 
Utställningståget hade en särskild avdelning där guiderna kunde vila mellan visningarna. Lokförarna var specialutvalda för att kunna hoppa in och guida besökare vid behov.
När turnén för Slöjdtåget startade fanns en form av garanti för att alla län skulle få ett besök av utställningen. Någon verkade under planeringen ha glömt bort Gotland, som saknar järnvägsförbindelse med fastlandet. Problemet löstes. De tre vagnarna placerades på stora släp som transporterades till Visby på färjan och sedan rullades i land.

### Produktionsgruppen
- Projektledare: Helene Broms (Riksutställningar).
- Producent: Kerstin Andersson Åhlin (SHR).
- Turnéansvarig: Britt Mutti (Riksutställningar).
- Produktionsassistent/personalansvarig: Helena Fredriksson (Riksutställningar).
- Informationschef SJ Stab Information Väst: Alf Tornberg.
- Informatör SJ Stab Information Väst: Morrgan Claesson.
- Formgivare: Catharina Nordenstedt.
- Byggledare: Conny Bohman (Riksutställningar).

Bland övriga medverkande:
- Tekniker Riksutställningar: Jane Bengtsson, Gunilla Boestad, Davoud Gyllenberg, Karl-Gustav Jönsson, Sten Notsjö, Jan Ohlin, Randie Sollie, Birgitta Eriksson, Sten Lindgren.
- Fotografer Riksutställningar: Olof Wallgren, Karl-Olov Bergström.
- Länshemslöjdskonsulenter/slöjdare från hemslöjdsrörelsen: Lillemor Boman, Åsa Segerman, Niklas Hallberg, Hans Bergendal, Onni, Linnanheimo.
- Föremålsskripta under turnén/utställningsupplösningsansvarig: Agneta Carlson (SHR).
- Formgivare av logotyp, affisch, tågets dekor: Karl-Olov Björk.[24]

#### Slöjdtågets personal
Jonas Bohman, Tua Broms Wessel, Camilla Domeij, Christina Ejebratt, Inga-Lill Eliasson, Jan Eriksson, Lena Eriksson, Inger Forsberg, Niklas Hallberg, Stina Ingemyr-Carstorp, Eva Kaiser, Louise Karmelid, Arne Korkka, Michael Larsson, Rebecca Liljefors, Helene Nyman, Anneli Ohlsson, Monika Persson, Anneli Rundström, Åsa Segerman, Camilla Smits, Katharina Sonnesjö, Peder Strådal, Stefan Ström, Linda Strömberg, Ulf Vinka, Susan Åborn.

#### Slöjdtågets lokförare
Björn Bergius, Anders Henriksson, Jonny Hallgren, Bill Hidfors, Mats Holmgren, Lars Erik Johansson, Tomas Larsson, Per Henrik Lind, Mats Risberg, Bosse Sandberg, Micke Sundin.

## Turné
Den två år långa turnén för Slöjdtåget innebar besök på totalt 83 platser i Sverige.

### 1994
Älvsborgs län:
- Lerum 7/5-13/5.
- Trollhättan 14/5-20/5.
- Borås 21/5-27/5.

Kristianstads län:
- Ängelholm 30/5-6/6.
- Perstorp 7/6-11/6.

Sommaraktiviteter:
- Bräkne-Hoby, Blekinge 1/7-3/7.
- Strömstad, Bohuslän 5/7-18/7.
- Dals-Långed, Dalsland 20/7-24/7.
- Laholm, Halland 26/7-4/8.
- Linköping, Östergötland 6/8-9/8.
- Hultsfredsfestivalen, Småland 10/8-14/8.

Göteborgs och Bohus län:
- Stenungsund 22/8-25/8.
- Lysekil 27/8-30/8.
- Munkedal 1/9-4/9.

Skaraborgs län:
- Lidköping 5/9-8/9.
- Mariestad 9/9-13/9.
- Mullsjö 14/9-17/9.

Kronobergs län:
- Växjö 19/9-22/9.
- Älmhult 23/9-27/9.
- Ljungby 28/9-1/10.

Jönköpings län:
- Skillingaryd 3/10-6/10.
- Jönköping 7/10-11/10.
- Nässjö 12/10-15/10.

Värmlands län:
- Arvika 17/10-19/10.
- Kil 20/10-22/10.
- Sunne 23/10-25/10.

Gävleborgs län:
- Ljusdal 27/10-30/10.

Kristianstads län:
- Kristianstad 31/10-5/11.

Blekinge län:
- Karlshamn 6/11-9/11.
- Karlskrona 10/11-13/11.

Malmöhus län:
- Lund 14/11-19/11.
- Höör 20/11-22/11.
- Ystad 23/11-26/11.

Hallands län:
- Falkenberg 28/11-10/12.

Värmlands län:
- Kristinehamn 12/12-14/12.
- Karlstad 15/12-18/12.

Stockholms län:
- Centralstationen 19/12-20/12.[26]

### 1995
Kalmar län:
- Vimmerby 8/1-10/1.
- Oskarshamn 11/1-14/1.
- Kalmar 15/1-21/1.

Örebro län:
- Hällefors 30/1-4/2.
- Karlskoga 5/2-8/2.
- Kumla 9/2-12/2.

Västmanlands län
- Skinnskatteberg 13/2-15/2.
- Köping 16/2-20/2.
- Sala 21/2-25/2.

Södermanlands län:
- Eskilstuna 27/2-4/3.

Stockholms län:
- Nynäshamn 5/3-8/3.
- Södertälje C 9/3-12/3.

Uppsala län:
- Enköping 13/3-15/3.
- Uppsala 16/3-21/3.
- Tierp 22/3-25/3.

Gävleborgs län:
- Sandviken 26/3-31/3.
- Söderhamn 1/4-6/4.

Västernorrlands län:
- Sollefteå 7/4-10/4.
- Örnsköldsvik 11/4-15/4.
- Sundsvall 18/4-22/4.

Norrbottens län:
- Luleå 24/4-30/4.
- Kiruna 1/5-4/5.

Västerbottens län:
- Bastuträsk 5/5-9/5.
- Vännäs 10/5-15/5.
- Lycksele 16/5-19/5.

Jämtlands län:
- Östersund 20/5-26/5.
- Sveg 27/5-30/5.
- Järpen 31/5-3/6.

Västerbottens län:
- Storuman 4/6-10/6.

Inlandsbanan:
- Sorsele 4/7-7/7.
- Storuman 8/7-11/7.
- Vilhelmina 12/7-15/7.
- Dorotea 16/7-19/7.
- Gällivare 25/7-28/7.
- Fågelsjö 1/8-3/8.

Gotlands län:
- Visby 12/8-30/8.

Stockholms län:
- Sundbyberg 4/9-6/9.
- Upplands Väsby 7/9-9/9.

Södermanlands län:
- Flen 11/9-13/9.
- Oxelösund 14/9-16/9.

Östergötlands län:
- Åtvidaberg 17/9-20/9.
- Motala 21/9-24/9.
- Norrköping 25/9-1/10.

Kopparbergs län:
- Avesta/Krylbo 2/10-6/10.
- Ludvika 7/10-11/10.
- Mora 12/10-16/10

Kronobergs län:
- Alvesta 17/10-23/10.

Stockholms län:
- Centralstationen 25/10.
- Sundbyberg 30/10-31/10.[27]

Slöjdtåget startade sin turné 1994-05-07 och var turnélagd till och med 1995-10-31. Upplösning (avslutning) av Slöjdtåget beslutades från och med 1995-11-06. Orsaken till upplösningen angavs i beslutet vara att den skedde enligt fastställd plan. Åtgärderna för materialet i utställningen var följande: inlånade föremål återlämnades. Resterande föremål och inredningsdetaljer såldes till länshemslöjdskonsulenter och övriga som arbetat med projektet. AV-materialet gick till Riksutställningar.

## Reaktioner
Dagens Nyheter, 1995-09-07:
En vandringsutställning som rullar som på räls började turnera i landet för drygt ett år sedan. "Slöjdtåget" invigdes i Älvsborgs län den 7 maj 1994. Det fortsatte sedan till Kristianstads län. Sedan bar det i väg norrut. Tåget börjar nu närma sig ändstationen efter uppehåll i Sundbyberg. På tur står Upplands Väsby. Meningen är att skapa slöjdintresse hos nya målgrupper och samtidigt stimulera dem som redan är intresserade. Ett mål är att visa hur nödvändig slöjden är för vår kreativa förmåga. En viktig målgrupp är ungdomar. Tåget består av två slöjdvagnar och en konferensvagn, en personalvagn, en bostadsvagn, en dieselvagn - och så förstås - loket! Vagnarna är till brädden fyllda av inspirerande slöjd, råmaterial och verktyg. Prova att arbeta med nya redskap och se kunniga hantverkare i arbete! Stockholms läns hemslöjdsförening och länshemslöjdskonsulenterna är ansvariga för tåget i Stockholms län. Producent är Riksutställningar i samarbete med Svenska hemslöjdsföreningarnas riksförbund och SJ. Detta är en uppföljning av utställningen Slöjdsommar-92 på Liljevalchs. Då var aktiviteterna från hela landet i Stockholm under några sommarmånader. Sedan tog verksamheten tåget ut i landet.

## Ekonomi
Kostnaderna för att genomföra utställningen Slöjdtåget uppgick till 990 000 kronor för produktionen och 460 000 kronor för turnén. Totalkostnad: 1 450 000 kronor. Totalsumman för intäkter beräknades samtidigt till 1 680 000 kronor. Resultatet som helhet, utan kostnader för personal inräknade, innebar ett ekonomiskt överskott på 230 000 kronor. Med kostnaden för personal inräknad (350 000 kronor) blev resultatet ett underskott på 120 000 kronor, berättar en rapport om Slöjdtåget från 1996. 180 000 kronor av intäkterna kom från försäljning av Slöjdtåget-föremål – affisch, vykort, mapp, tygkasse, t-shirtar och snusnäsdukar såldes ombord på tåget, liksom filmen ”Varför slöjd?”. Filmen kunde också beställas från Riksutställningar och totalt såldes ett 40-tal exemplar.